# Ramla bint abu Sufyan
Ramla bint Abi Sufyan ibn Harb  (arabiska:رَمْلَة بِنْت أَبِي سُفْيَان ٱبْن حَرْب), född 589 eller 594, död 665, var en av den muslimska profeten Muhammads hustrur. Som sådan tillskrivs hon ofta titeln "Umm-ul-Mu'mineen" ("de troendes moder").
Hon var dotter till Abu Sufyan ibn Harb. Hon gifte sig först med Ubayd Allah ibn Jahsh, en av Muhammeds anhängare. 
Muhammed gifte sig med henne 628. Paret fick inga barn. 
Hon följde sin första make till exil i Etiopien. När han konverterade till kristendomen vägrade hon göra detsamma och separerade från honom. Muhammed friade till henne sedan hon blivit änka. Under sin tid som Muhammeds änka vägrade hon vid ett tillfälle sin egen far att sitta ned på samma matta som Muhammed hade suttit på med hänvisning till att hennes far var en smutsig hedning. Hennes far svarade då att hon hade blivit en sämre person sedan sitt giftermål. 
Hon överlevde Muhammeds död 632. Som änka efter Muhammed var hon förbjuden att gifta om sig, men fick en pension av Rashidunkalifatet.